# غريغوريو دي لافيريري (بوينس آيرس)
غريغوريو دي لافيريري (بالإسبانية: Gregorio de Laferrère, Buenos Aires)‏ هي منطقة سكنية تقع في الأرجنتين في La Matanza Partido.[بحاجة لمصدر] يقدر عدد سكانها بـ 175,670 نسمة وترتفع عن سطح البحر 4 متر.

## أعلام
- خافيير إريتيير
- هيكتور سانابريا
- ليوناردو أدريان فيرون